# Charles Loring Jackson
Charles Loring Jackson (4 avril 1847 - 31 octobre 1935) est le premier chimiste organicien important aux États-Unis. Il apporte la chimie organique aux États-Unis depuis l'Allemagne et forme une génération de chimistes organiciens américains.

## Vie privée
Charles Loring Jackson est né à Boston le 4 avril 1845. Il est diplômé du Harvard College en 1867 après avoir étudié dans des écoles privées à Boston. Il rejoint le département de chimie de Harvard en tant que maître de conférences immédiatement après l'obtention de son diplôme et, à son vingt et unième anniversaire, il devient professeur assistant en 1871. Il est le troisième membre du département composé de Josiah Parsons Cooke et Henry Barker Hill.
En 1870, Jackson développe un cours de chimie qui évolue en Chimie I, qu'il enseigne pendant plus de quarante ans.
À l'âge adulte, Jackson apprécie le théâtre amateur et écrit de la poésie et de la fiction romantique. À la retraite, il aime jardiner dans son magnifique domaine de Pride's Crossing, près de Beverly, dans le Massachusetts.

## Apprentissage de la chimie
Alors qu'il étudie la chimie à Harvard en 1873, Jackson a une légère attaque de fièvre rhumatismale. Lorsqu'il retourne au travail, son professeur lui conseille de prendre un congé d'un an et d'étudier en Europe. Il se rend à Heidelberg, en Allemagne, pour étudier à l'Université Ruprecht Karl de Heidelberg. Là, il est formé par Robert Bunsen, un spécialiste de l'analyse des gaz et des métaux platine. Bien qu'il n'ait pas l'intention de faire de la chimie organique sa spécialité, il travaille également avec le chimiste organicien August Wilhelm von Hofmann. Cependant, Hofmann inspire Jackson à poursuivre une carrière dans la chimie organique. Jackson est connu pour avoir dit qu'il avait appris à "utiliser son esprit" sous Hofmann, "une activité que Bunsen a plutôt découragée".
Pendant le séjour de Jackson à Heidelberg, Hofmann écrit ses conférences Faraday sur Justus von Liebig et demande à Jackson de corriger son anglais. C'est une excellente occasion pour Jackson de développer une association intime avec Hofmann. En 1874, Jackson publie son premier article qui traite des composés organiques du sélénium.

## Recherches à Harvard
En 1875, après son retour à Harvard, Jackson synthétise le premier nouveau composé organique fabriqué dans un laboratoire de Harvard, le bromure de p - bromobenzyle. Cela fournit une méthode de production de composés benzyliques substitués avec des résultats intéressants, tels qu'une synthèse d'anthracène. Dans les années suivantes, il développe des synthèses de composés aromatisants curcumine et vanilline. Il synthétise également l'acide benzine trisulfonique et met au point ce qui est maintenant une méthode traditionnelle de nitration des matières organiques, une sulfonation préliminaire suivie d'une nitration. À la fin des années 1880, il découvre la réaction entre les halogénures aromatiques hautement substitués et l'ester malonique dans laquelle un radical halogène est remplacé par un hydrogène, sa source la plus prolifique de publications scientifiques. Il effectue également des travaux considérables sur les dérivés de l'o -quinone, bien qu'il n'ait manqué que de peu la découverte du composé parent.

## La connexion européenne
L'importance des études de Jackson en Europe pour le développement de l'industrie de la chimie organique aux États-Unis ne doit pas être sous-estimée. Dans les années 1870, lorsque Jackson voyage en Europe, il n'y a littéralement aucune synthèse organique aux États-Unis, que ce soit dans le milieu universitaire ou dans l'industrie. Cette lacune devient évidente avec l'avènement de la Première et de la Seconde Guerre mondiale lorsque l'approvisionnement en matières organiques stratégiques de l'Allemagne aux États-Unis est interrompu. Si les États-Unis n'avaient pas été en mesure de développer rapidement une capacité de synthèse organique, l'issue des guerres mondiales aurait pu être très différente.
Plusieurs des étudiants de Jackson à Harvard, Roger Adams, Farrington Daniels, Frank C. Whitmore, James B. Sumner et James Bryant Conant pour n'en nommer que quelques-uns, contribuent au développement de la synthèse organique aux États-Unis. Certains d'entre eux ont voyagé en Allemagne pour étudier la Synthèse organique en utilisant les connexions que Jackson a établies.
À l'époque de Jackson, la recherche universitaire est généralement assez ouverte, ce qui se traduit par une philosophie ouverte et internationaliste parmi les scientifiques. Les guerres mondiales mettent cette philosophie en contradiction avec les idées reçues sur la sécurité nationale, la propriété intellectuelle, les secrets commerciaux et les fuites technologiques.

## Réalisations
En 1897, il reçoit la très convoitée chaire Erving. Il est affilié aux sociétés chimiques américaines et allemandes et aux associations américaines et britanniques pour l'avancement des sciences, étant membre correspondant de ces dernières. Il est élu à l'Académie américaine des arts et des sciences et à la Natural Academy of Sciences en 1883. De 1894 à 1903, il est président de la division de chimie. En raison de son intérêt pour le corps étudiant, il est, pendant cinquante ans, surveillant dans les dortoirs du Harvard Yard--Gray 5 de 1868 à 1871 et Holsworthy II de 1871 à 1918.